# 锦郊街道
锦郊街道，是中华人民共和国辽宁省葫芦岛市连山区下辖的一个乡镇级行政单位。

## 行政区划
锦郊街道下辖以下地区：
锦东村、锦北村、锦中村、郑屯村、刘台子村、二台子村、东兴村、杨屯村、团南村、团北村和地藏寺村。

## 交通
- 秦沈客运专线、京哈铁路：葫芦岛北站